# Dobbertiner See
Dobbertiner See är en insjö i det tyska förbundslandet Mecklenburg-Vorpommern. Sjön ligger i distriktet Ludwigslust-Parchim. Sjön genomflyts av ån Mildenitz, som är en biflod till Warnow.
På sjöns nordkust finns orten Dobbertin, som har givit namn åt Dobbertiner See.